# Körtik Tepe

Localisation de Körtik Tepe et des principaux sites du Néolithique proche-oriental.

Körtik Tepe est un site archéologique des débuts du néolithique, situé dans l'est de la Turquie, près de Batman. Il est occupé d'environ 10400 à 9250 av. J.-C. Dans la chronologie du Levant à laquelle le site est rattaché en l'absence de périodisation locale, cela correspond à la fin du Natoufien récent et au Néolithique précéramique A (PPNA), donc la période d'expansion des villages sédentaires, par des communautés de chasseurs-cueilleurs qui mène sans doute aussi des premières expériences d'agriculture.

## Site et environnement
Le site, qui mesure environ 0,5 hectare, est situé à 14 kilomètres au sud-ouest de Batman, près de la confluence de la rivière Batman et du Tigre. Cela offrait un accès à différents types de terroirs : une plaine herbeuse autour de Batman et de la rivière de même nom, le long de laquelle se trouvaient aussi des forêts ripisylves, ainsi que des forêts de cèdres sur les hauteurs, et des montagnes plus rocheuses au nord. Le site est occupé durant le Dryas récent, qui correspond à une période plus froide que dans les conditions actuelles, et voit sans doute un recul de la forêt, qui reprend plus d'importance avec le réchauffement du début de l'Holocène qui survient durant la dernière période d'occupation du site.

## Habitat
L'habitat mis au jour sur le site est typique du PPNA : des maisons circulaires semi-enterrées de 2,50/3,50 mètres de diamètre, avec des sols en terre battue. Des silos, des mortiers et autres outils de broyage documentent la transformation des produits végétaux. Le site est réoccupé sur plusieurs niveaux, indiquant une occupation permanente sur une très longue durée, ce qui marque un changement dans l'habitat de la région, qui n'a pas livré de trace d'habitat sédentaire avant cela. Les autres sites de la période situés dans la région sont Demirköy et Hallan Çemi.

## Subsistance
Les plantes cueillies sont diverses, profitant des potentialités des différents milieux situés à proximité du site. Pour la fin de la période, une forme primitive d'agriculture des céréales et légumineuses semble pratiquée. La chasse et la pêche profitent aussi des différents environnements locaux : cerfs, bovins, sangliers, gazelle, lièvres, loups, renards, oiseaux, poissons, tortues, etc.

## Sépultures
Le site a livré un nombre impressionnant de sépultures : plus de 1 200, soit le plus grand nombre pour un site du début du Néolithique au Moyen-Orient. Les défunts sont inhumés dans le village même, sous les maisons ou entre elles, en position fléchie ou semi-fléchie. Les crânes semblent avoir été décharnés post-mortem, la moitié des squelettes sont plâtrés et beaucoup sont peints en rouge ou noir.